# Gnawa Diffusion
Pour les articles homonymes, voir Gnaoua (homonymie).
Gnawa Diffusion est un groupe algérien de gnawa. Il est formé le 27 juin 1992 à Grenoble, en France, autour d'Amazigh Kateb, fils de l'écrivain algérien Kateb Yacine.

## Histoire
Amazigh Kateb, né près d'Alger en 1972, découvre l'« africanité du Maghreb » à l'âge de neuf ans. Pour lui, « les Maghrébins devraient, et finiront par, se tourner vers le Sénégal, le Mali ou le Niger. » Arrivé en France avec son père en 1988, il devient musicien, et — inspiré par le « groupe marocain Nass El Ghiwane, […] dont les membres ont marié la chanson populaire (le chaâbi), l'énergie déjantée du punk-rock et le reggae » — fonde le groupe en 1992, le nom Gnawa provenant « de la culture africaine et de la religion syncrétique (animiste et soufie) transmise par les descendants d'esclaves au Maroc, en Algérie et en Tunisie ».

## Style musical
Les textes, écrits par Amazigh, sont chantés en trois langues (arabe, français et anglais). Selon Le Monde, « ronde, ardente et dansante, la musique, elle, rapproche dans un bel élan chaâbi (tradition populaire algéroise), reggae, raggamuffin, transe et instruments traditionnels des gnaouas. »

## Membres
Formation du retour (2012) :
- Amazigh Kateb – chant, guembri
- Pierre Feugier – guitare, chœurs, krakeb
- Abdel Aziz Maysour – guembri, chœurs
- Mohamed Abdenour (Ptit Moh) – mandole, banjo, krakeb, chœurs
- Pierre Bonnet – basse
- Philippe Bonnet –  batterie
- Blaise Batisse – claviers
- Salah meguiba – claviers, percussions orientales, krakeb, chœurs
- Nadjib Benbella (DJ Boulaone) – DJ
- Amar Chaoui – percussionniste, chœurs, deuxième batterie

## Discographie
- 1993 : Légitime différence
- 1997 : Algeria
- 1999 : Bab El Oued Kingston
- 2002 : Live DZ
- 2003 : Souk System
- 2007 : Fucking Cowboys, un CD / DVD live réalisé par Stef Bloch lors de leur concert anniversaire à l'Élysée Montmartre, le 25 novembre 2006 pour leurs dix ans de discographie.
- 2012 : Audio-globine 20 ans d'âge
- 2012 : Shock El Hal (KNT Publishing)